# Gordonia yunnanensis
Gordonia yunnanensis là một loài thực vật có hoa trong họ Theaceae. Loài này được (Hu) H.L.Li mô tả khoa học đầu tiên năm 1944.